# Astrid Fredriksson
Anna Astrid Fredriksson, född 15 oktober 1918 i Stora Tuna församling, död 1 december 2008 i Falu Kristine församling, var Sveriges första teckenspråkstolk.

## Biografi
Båda hennes föräldrar var döva, fadern blev döv efter ett blixtnedslag och modern efter en hjärnhinneinflammation som baby. Fredriksson jobbade som kassör på Herdins färgverk i Falun, och trots att hon trivdes där lämnade hon arbetet för en tjänst hos dövföreningen. År 1947 fick döva rätt till tolk när de skulle höras inför domstol eller annan myndighet och året därpå fick Astrid Fredriksson en officiell ställning som tolk, den första i Sverige. Hon anställdes 1967 som den första socialkonsulenten för döva och upprördes över hur illa de döva bemöttes.
1961 köpte Dalabygdens Dövförening Carlborgsons gård i Leksands kommun. Astrid Fredriksson deltog när gården byggdes ut till världens första folkhögskola för döva, Västanviks folkhögskola.
I sin självbiografi beskriver Astrid Fredriksson bland annat de arbetsskador som teckenspråkstolkar kan drabbas av. Belastningsskador är vanliga inom denna yrkesgrupp. Vid SDR:s kongress i Gävle 1951 teckentolkade Fredriksson helt själv under tre kongressdagar.
Astrid Fredrikssons make Harry var också en aktiv förkämpe för de dövas rättigheter.
Fredrikssons arbete har hjälpt till att förändra samhällets syn på döva. Några av de landvinningar som åstadkoms under hennes livstid och som hon aktivt arbetade för var att teckenspråket blev erkänt som ett självständigt språk samt att döva barn fick rätt till tvåspråkig skola med teckenspråk som första språk.
Fredriksson tilldelades Falu kommuns kulturpris 1981. År 1999 fick hon Kruthmedaljen av Sveriges Dövas Riksförbund. I Falun finns en gata uppkallad efter henne.

## Referenslista
1. ↑   Sveriges dödbok 1860–2017 (Version 7.0). Solna: Sveriges släktforskarförbund. 2018. ISBN 9789188341310
2. ↑  ”Sveriges första teckenspråkstolk har avlidit”. SVT Nyheter. 3 december 2008. https://www.svt.se/nyheter/nyhetstecken/sveriges-forsta-teckensprakstolk-har-avlidit. Läst 3 december 2019.
3. 1 2 3 4 5  Jacobsson, Leif (2009). ”Astrid Fredriksson - en dörröppnare för döva”. TAM-REVY (1):  sid. 12-13.
4. ↑  Bergevin, Magnus; Kankkonen, Johanna (23 augusti 2019). ”Västanviks folkhögskola firade 50-års jubileum”. https://www.svt.se/nyheter/nyhetstecken/vastanviks-folkhogskola-fyller-50-ar. Läst 3 december 2019.
5. 1 2  ”Broschyrer om Kruthmedaljen på SDRs hemsida”. SDR. Arkiverad från originalet den 7 februari 2020. https://web.archive.org/web/20200207181512/https://sdr.org/dokumentarkiv/sdr/utmarkelser/279-kruthmedaljen-1999/file. Läst 3 december 2019.
6. ↑  ”Kruthmedaljör får gata uppkallad efter sig”. SVT Nyheter. 26 januari 2011. https://www.svt.se/nyheter/nyhetstecken/kruthmedaljor-far-gata-uppkallad-efter-sig. Läst 3 december 2019.